# Ierse terriër
De Ierse terriër is een hondenras.

## Geschiedenis
De oorsprong van de Ierse terriër is zoals bij de meeste terriërs niet met zekerheid bekend. Een van de voorouders is met hoge waarschijnlijkheid de vandaag niet meer bestaande black and tan terriër. De selectie van het ras begon rond 1870. De Irish Terrier Club werd in 1879 opgericht. De Ierse terriër werd voor het eerst in Glasgow tentoongesteld.

## Uiterlijk
De Ierse terriër is een middelgrote hond met een schofthoogte tot 45,5 centimeter. De kleur van de draadharige vacht gaat van rood tot geel-rood. De oren zijn klein en V-vormig en meestal iets donkerder dan de rest van de vacht. Het gewicht van de teef is ongeveer 11,5 kilogram en van de reu ongeveer 15 kilogram.

## Fotogalerij

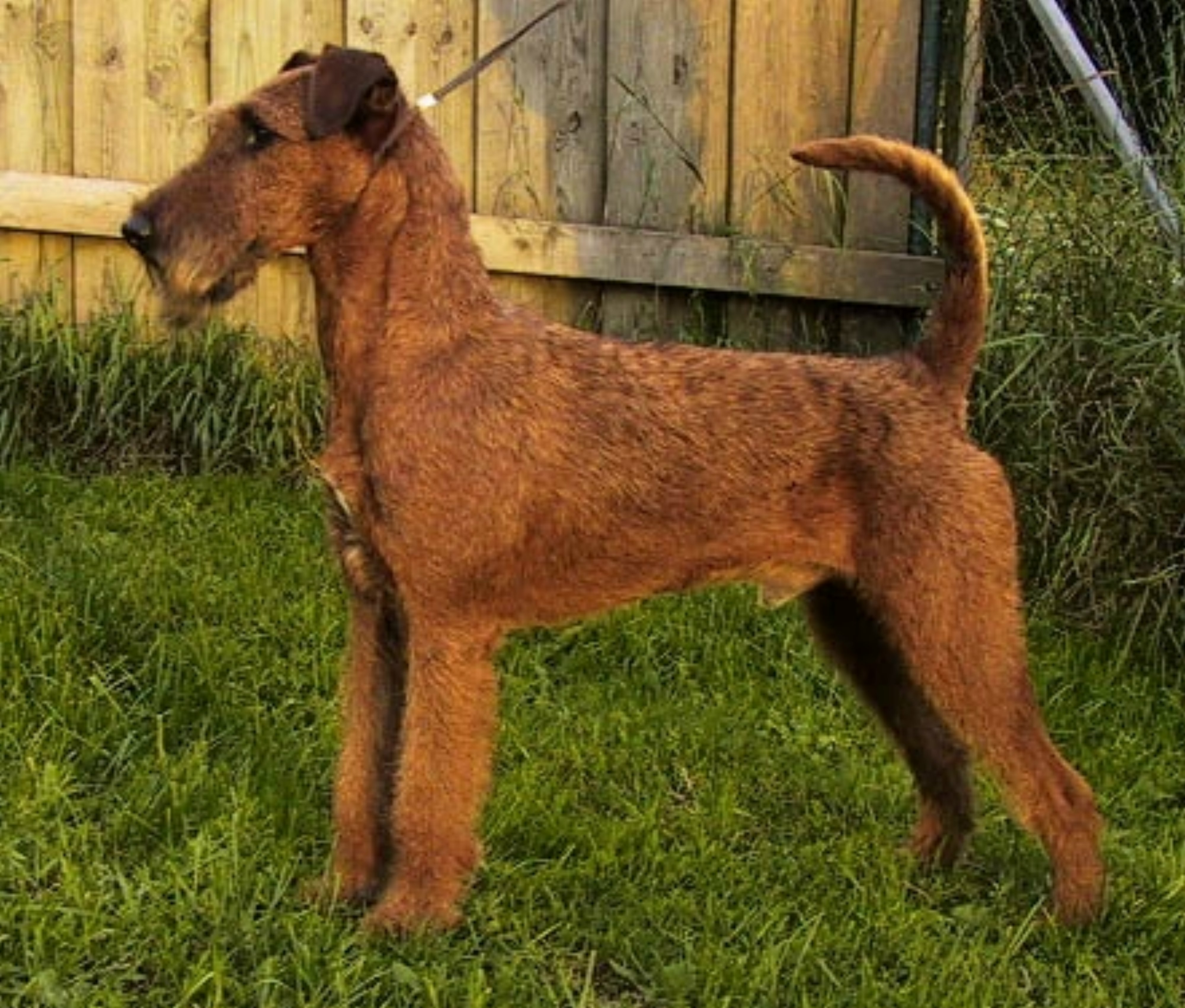
Ierse terriër
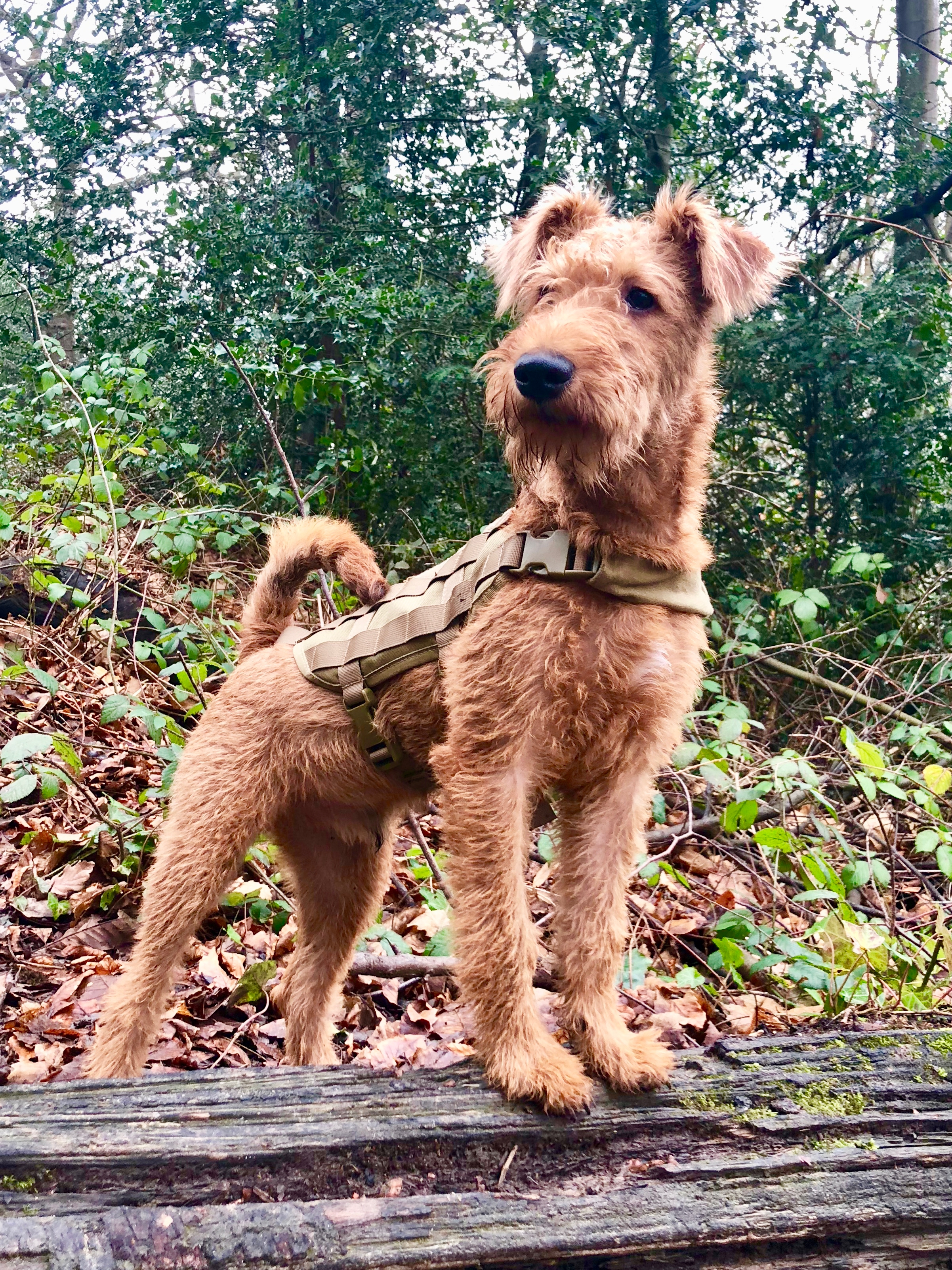
Ierse terriër
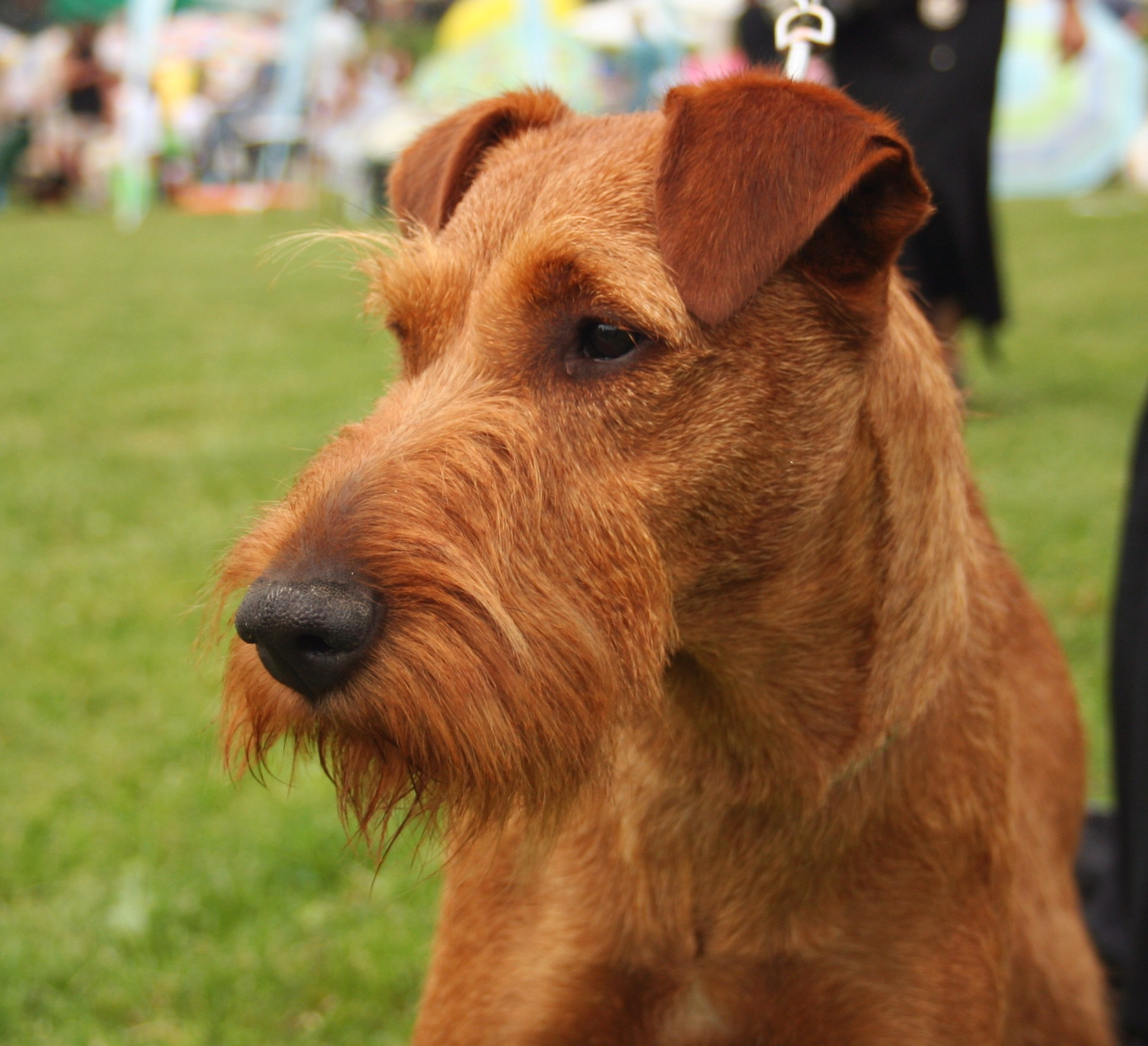
Ierse terriër
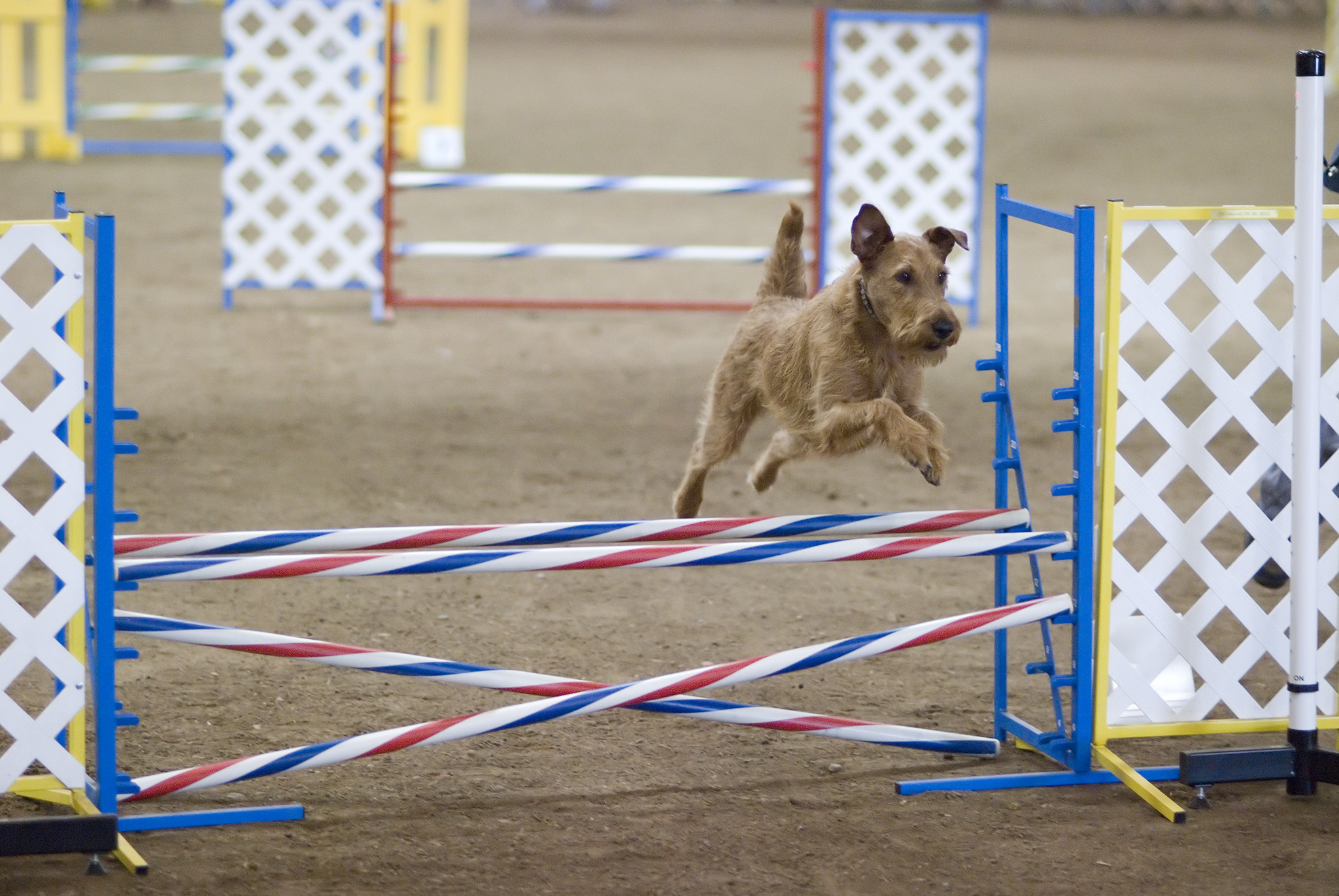
In een behendige sprong
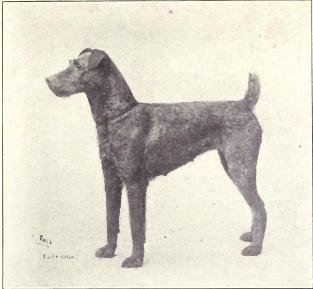
Ierse terriër rond 1915
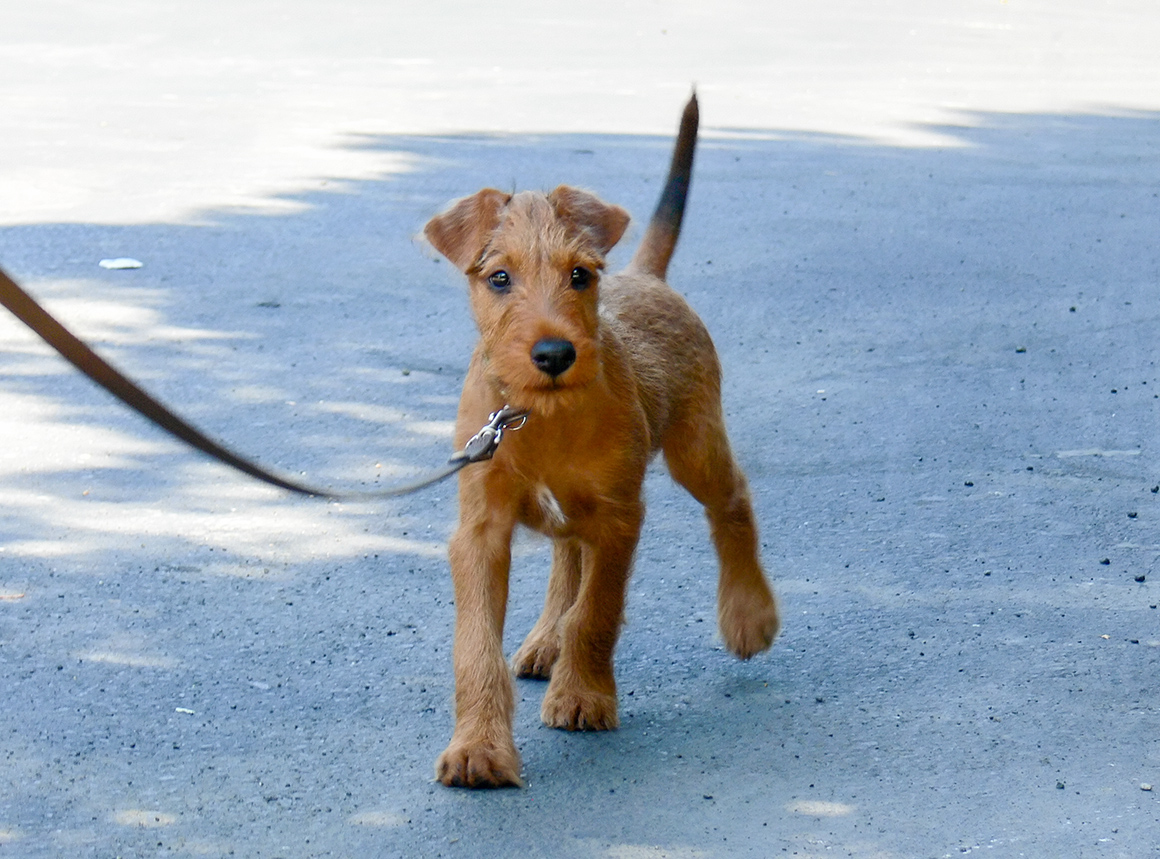
Jonge Ierse terriër

Airedaleterriër ·
Amerikaanse staffordshireterriër ·
Australische silkyterriër ·
Australische terriër ·
Bedlingtonterriër ·
Borderterriër ·
Braziliaanse terriër ·
Bulterriër ·
Cairnterriër ·
Ceskyterriër ·
Dandie Dinmont-terriër ·
Duitse jachtterriër ·
Engelse toyterriër ·
Foxterriër ·
Glen of Imaalterriër ·
Ierse terriër ·
Irish soft-coated wheaten terrier ·
Jackrussellterriër ·
Japanse terriër ·
Kerry blue-terriër ·
Lakelandterriër ·
Manchesterterriër ·
Miniatuur Bulterriër ·
Norfolkterriër ·
Norwichterriër ·
Parson Russell-terriër ·
Schotse terriër ·
Sealyhamterriër ·
Skyeterriër ·
Staffordshire-bulterriër ·
Welsh terriër ·
West Highland white terrier ·
Yorkshireterriër